# Bob Young
Robert Keith Young (* 16. Mai 1945 in Basingstoke, Hampshire, England) ist ein britischer Musiker und Schriftsteller, der insbesondere durch seine Zusammenarbeit mit der Rockgruppe Status Quo bekannt wurde.

## Zusammenarbeit mit Status Quo
Seit der Mitte der 1960er Jahre ist er vor allem im Musikgeschäft tätig. Zunächst war er Bühnenarbeiter für Amen Corner, später für The Nice und kurzzeitig für The Herd. Aufgrund dieser Erfahrung wurde er vom Management der Gruppe The Status Quo abgeworben, nachdem diese mit Pictures of Matchstick Men im Jahr 1968 ihren ersten Hit hatten.
Da er auf Tourneen viel Zeit mit der Band verbrachte, wurde er auch enger in die Musik der Band einbezogen. Bereits 1969 wurden erste Lieder der Band von ihm mitverfasst und auf der Single The Price of Love war er erstmals auch auf der Mundharmonika zu hören, so dass er zum inoffiziellen Mitglied der Gruppe wurde.
In den folgenden Jahren schrieb er eine Vielzahl von Liedern für Status Quo, meistens gemeinsam mit dem Leadsänger und Gitarristen Francis Rossi. Zu diesen Stücken zählen auch die Hits Caroline, Paper Plane und Down Down.
1978 erschien das Buch Alias the Compass, das Gedichte und Songtexte von Bob Young aus der Zeit bei Status Quo enthielt. In der zweiten Hälfte der 1970er Jahre ließ die Intensität seiner Zusammenarbeit mit Francis Rossi jedoch nach, wenngleich er bis 1980 Tourmanager von Status Quo blieb. Über seine Jahre mit der Band berichtet er in der 1979 erschienenen Biografie Again and Again (gemeinsam mit John Shearlaw verfasst), die mehrfach in aktualisierter Neuauflage erschienen.
Neben Rossi schrieb er im Laufe der Jahre auch gemeinsam mit den übrigen Bandmitgliedern Rick Parfitt und Alan Lancaster mehrere Stücke.

## Young & Moody
Mit dem Gitarristen Micky Moody, den er kennenlernte, als Moody mit seiner damaligen Band Snafu im Vorprogramm von Status Quo spielte, gründete er 1976 die Band Young & Moody, deren Veröffentlichungen jedoch vergleichsweise erfolglos blieben.
Gemeinsam mit Micky Moody veröffentlichte er auch das Buch The Language of Rock ’n’ Roll. Moody schloss sich 1978 David Coverdales Band Whitesnake an, veröffentlichte aber in loser Folge weiterhin Aufnahmen mit Bob Young.
Wenngleich sich Young in dieser Periode stärker auf Bücher konzentrierte, gab es auch vereinzelte Musikaufnahmen mit seiner Mitwirkung. Nennenswert ist insbesondere seine Mitwirkung beim Album Line Up des ehemaligen Rainbow-Mitglieds Graham Bonnet.
Ohne offizielle Plattenveröffentlichung bleibt sein Mitwirken in der „Diesel Band“ des Ex-Schlagzeugers von Status Quo, John Coghlan.

## Solo und zurück zu Status Quo
1986 erschien das Solo-Album In Quo Country, das von Bob Young mitgeschriebene und von ihm neu interpretierte Stücke aus seiner Zeit bei Status Quo im Stil von Country-Musik enthält.
Seit den 1990er Jahren ist Bob Young hauptberuflich als Manager im Musikgeschäft tätig, unter anderem für Vanessa-Mae und den INXS-Sänger Ciaran Gribbin. Außerdem arbeitete er für die BBC und schrieb mit Ray Minhinnett ein  Buch über die Fender Stratocaster.
Im Jahr 2000 hat Bob Young zur Freude vieler Fans die Zusammenarbeit mit Francis Rossi wieder aufgenommen. Auf dem 2002 erschienenen Album Heavy Traffic waren erstmals wieder von Young mitgeschriebene neue Stücke zu hören. Auch das im September 2006 erschienene offizielle Buch zum 40. Geburtstag von Status Quo stammt mit aus seiner Feder. Die der limitierten Ausgabe des Buchs beigefügte CD enthält darüber hinaus verschiedene seltene Aufnahmen aus Youngs privatem Archiv. Seitdem ist Young wieder Hauptpartner von Francis Rossi, was Songwriting für Status Quo angeht, auf jedem Album sind Stücke des Erfolgsduos enthalten. Auch auf Rossis Soloalben „One Step At A Time“ und „We Talk Too Much“ sind Rossi/Young Songs vertreten.
Für die Band Lemon Jelly wirkte er 2002 auf dem Album Lost Horizons als Gastmusiker mit.
2013 und 2014 trat er im Zuge der Reunion des klassischen „Frantic Four“ Lineups von Status Quo wieder live mit der Band auf und spielte bei „Railroad“ und dem „Roadhouse Blues“ die Mundharmonika.

## Werke
- John Shearlaw, Bob Young: Again & Again. Sidgwick & Jackson, October 1984, Paperback, ISBN 0-283-99101-1 (1. Ausgabe (1979) und 2. Ausgabe (1982) als The Authorised Biography von John Shearlaw).
- Bob Young: Quotographs – Celebrating 30 Years of Status Quo, IMP International Music Publications Limited, 1985, ISBN 1-85909-291-8
- Francis Rossi, Rick Parfitt, Bob Young „Status Quo“: The Official 40th Anniversary Edition. Cassell Illustrated, Oktober 2006, gebunden, ISBN 978-1-84403-562-5.